# Педагогічно-меморіальний музей Антона Макаренка
Педагогі́чно-меморіа́льний музе́й Анто́на Семе́новича Мака́ренка — будинок-музей радянського педагога Антона Макаренка в Кременчуці.

## Історія
Музей було відкрито в 1951 році, у батьківському будинку, де Антон Макаренко мешкав у 1905—1911, 1917—1919 роках. Це був перший музей імені педагога в СРСР.
У 1976 році було відкрито меморіальну дошку на будівлі музею.

## Сучасність
У березні 2008 року музей було пограбовано. Було вкрадено 1659 експонатів. За даними було вкрадено корпус золотого годинника, нагороди, книжки з особистої бібліотеки педагога.
У 2007 році був створений проект виставкового залу на 200 квадратних метрів — збиралися перенести туди всі експонати, а сам будинок залишити таким, як був. Але згодом від цієї ідеї відмовились.
Після ремонту 21 листопада 2011 року у музеї з'явилось газове опалення. Приміщення відремонтували і зовні (зробили побілку) і всередині. На ремонт витратили 79 тисяч гривень.

## Фонди та експонати
Зараз у музеї Макаренка представлено 34 тисячі експонатів. Серед них — особисті речі Макаренка, меблі та книги його батьків. Багато з експонатів представлені вперше. Це і шахи, і окуляри, і горн, і скрипка. Найбільшою цінністю вважаються метрика і фотографія приїзду Макаренко в 1937 році.

## Галерея

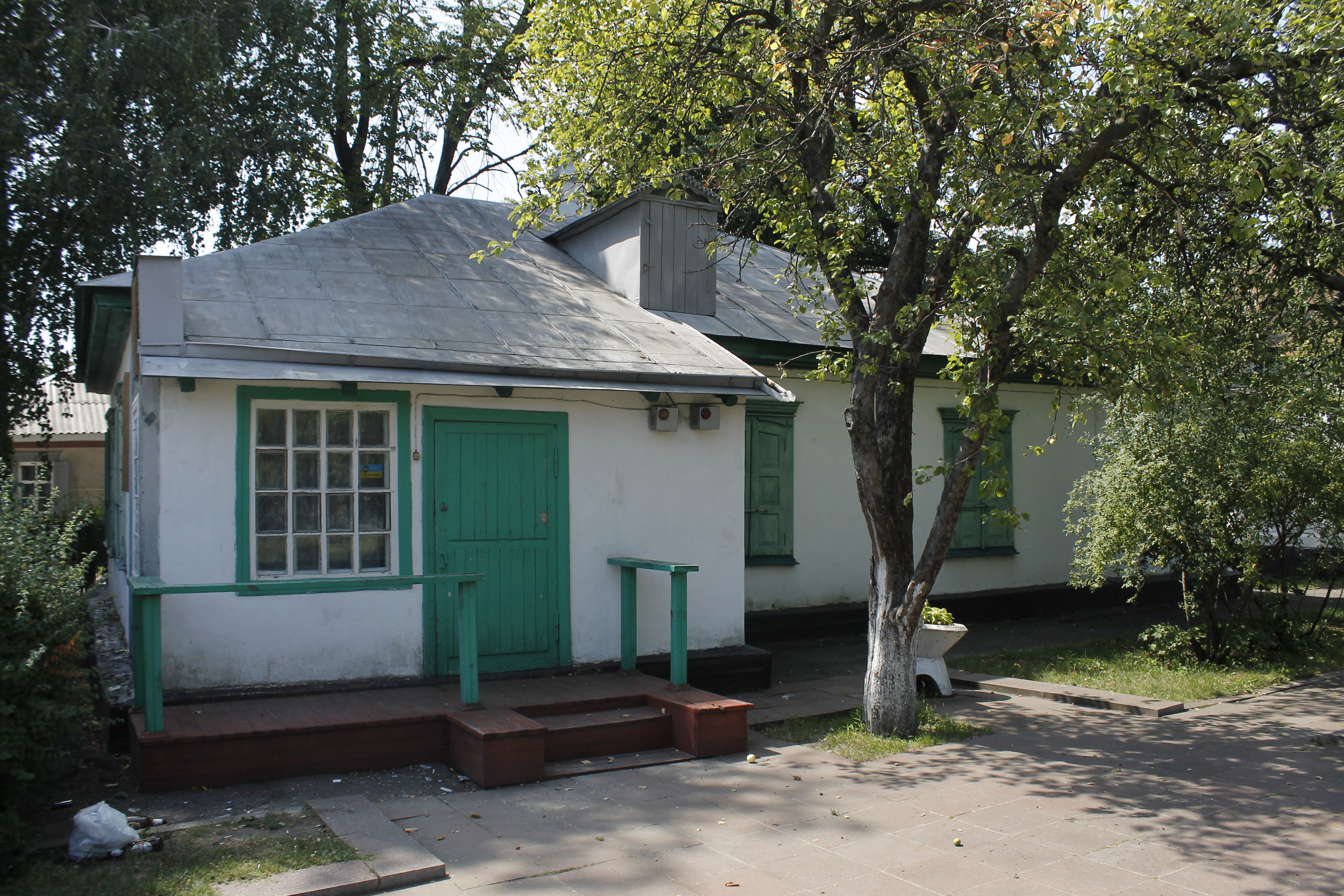
Хата Макаренка
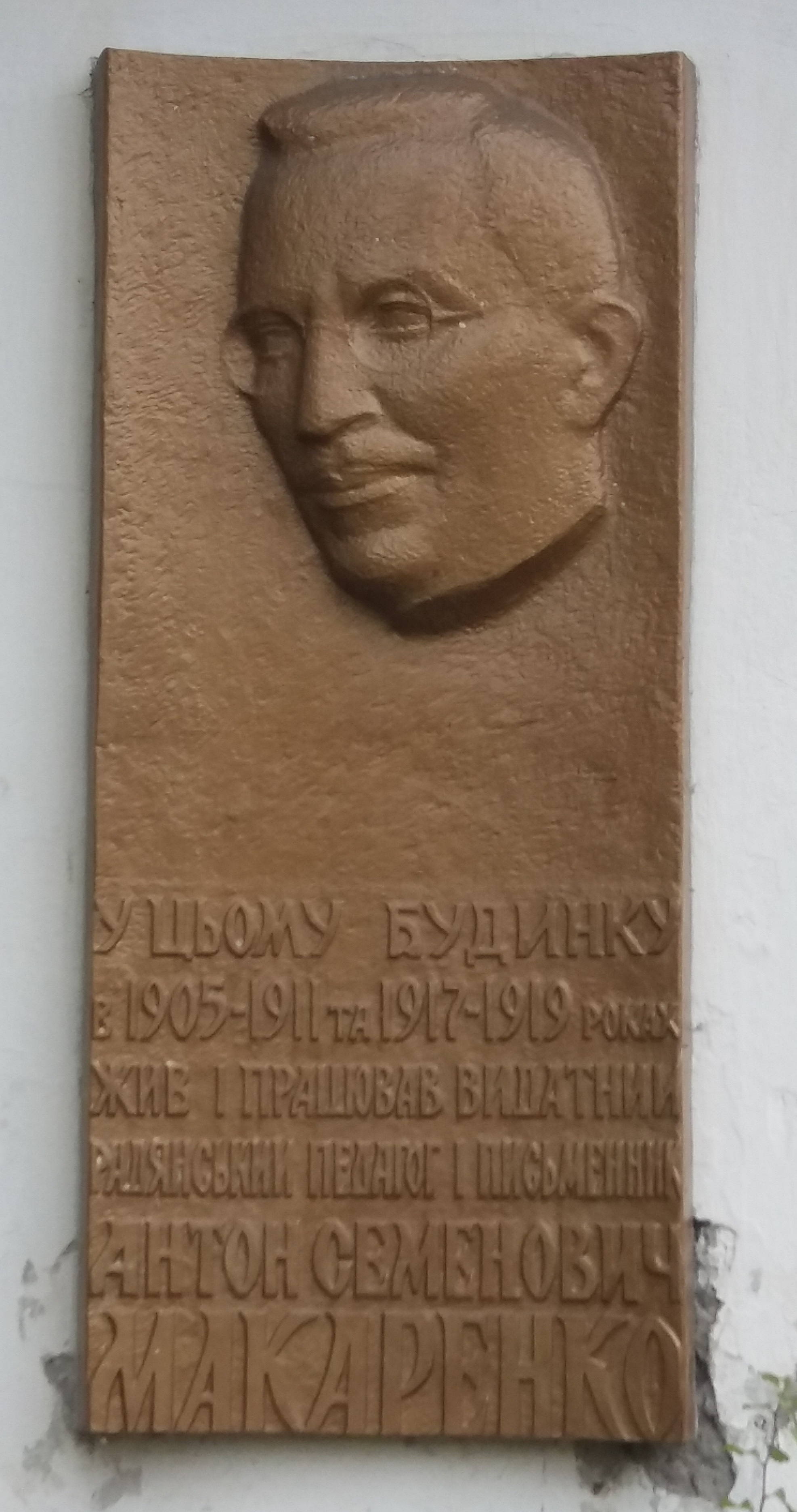
Меморіальна дошка на фасаді музею
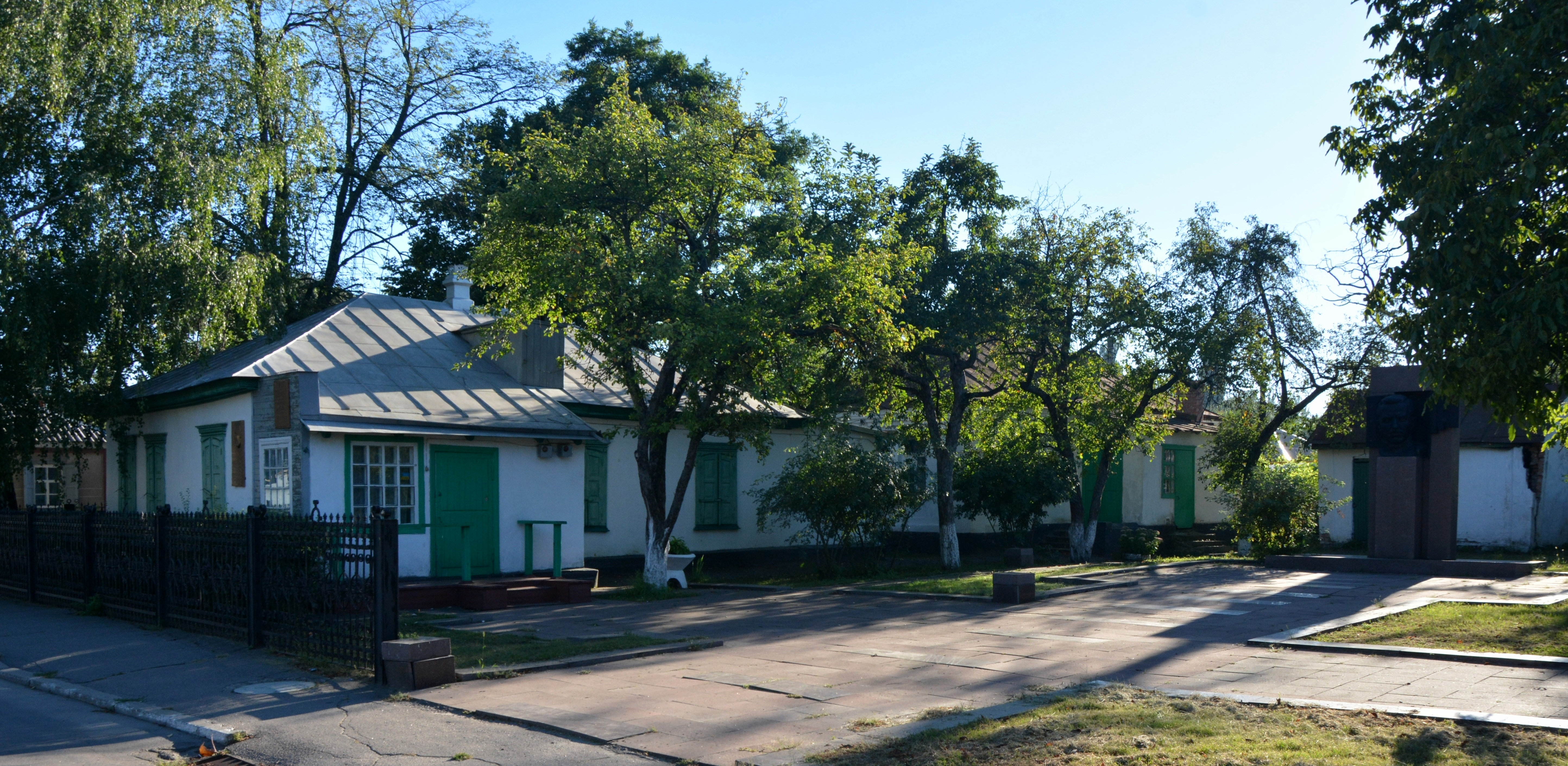
Дворик музею